# Hermann Maximilian zu Lynar
Hermann Maximilian Graf zu Lynar (* 24. April 1825 in Berlin; † 19. August 1914 in Lübbenau) war ein deutscher Standesherr und Mitglied des Preußischen Herrenhauses.

## Familiärer Hintergrund
Hermann Maximilian Graf zu Lynar gehörte zu einem ursprünglich in Italien in der Gegend von Faenza ansässigen Geschlecht, dem der Conte di Linari. Von den Florentinern, die ihre Burg zerstörten, vertrieben, kamen sie zunächst nach Frankreich und gingen dann, ihres lutherischen Glaubens wegen, 1568 nach Deutschland und traten dort in die Dienste des Kurfürsten von Brandenburg. Sie wurden schließlich in der Niederlausitz, wo sie 1621 die Standesherrschaft Lübbenau erwarben, ansässig. Seit dem 12. Oktober 1854 bis zur Revolution 1918 waren sie erbliche Mitglieder des Preußischen Herrenhauses.

## Leben
Hermann Maximilian zu Lynar wurde am 24. April 1825 in Berlin als ältester Sohn des Grafen Hermann Rochus zu Lynar (1797–1878), Freien Standesherrn auf Lübbenau und erblichen Mitglieds des Preußischen Herrenhauses, und der Mathilde Gräfin von Voß (1803–1838) geboren. Zunächst trat er, wie es damals auch für die Söhne von Standesherren üblich war, in ein Kavallerie-Regiment ein, in dem er es bis zum Major brachte. Nach dem Tode seines Vaters im Jahre 1878 erbte er nicht nur dessen umfangreichen Grundbesitz – neben Schloss und Standesherrschaft Lübbenau auch die Güter Groß Beuchow, Seese und Lichtenau, sowie Zerkwitz, Kleeden und Rittergut Dubrau mit den Vorwerken Kahnsdorf und Kalkwitz –, sondern auch dessen Sitz im Preußischen Herrenhaus, den er bis zu seinem Tode 1914 innehatte. Als protestantischer Adliger war er seit 1858 Mitglied im evangelischen Johanniter-Orden, dann dessen Rechtsritter er war, karitativ tätig. Er starb in Lübbenau am 19. August 1914.
Verheiratet war er seit dem 26. Oktober 1853 mit Bertha Gräfin von Solms-Baruth (1832–1909). Der Ehe entsprangen drei Töchter und zwei Söhne. Der ältere Sohn, Rochus Friedrich zu Lynar (1857–1928), begann seine Laufbahn mit einem achtjährigen Aufenthalt im Alumnat auf der Ritterakademie am Dom zu Brandenburg, wurde unter anderem Husaren- dann Dragoner-Offizier, wie der Vater Johanniterritter, übernahm 1914 die Führung die Standesherrschaft und dazu den erblichen Sitz im Herrenhaus.